# Samuel Flagg Bemis
Samuel Flagg Bemis (20 octobre 1891 — 26 septembre 1973) est un historien et biographe américain. Il est spécialiste de l'histoire diplomatique américaine.
Il reçoit le prix Pulitzer d'histoire en 1927, et le prix Pulitzer de la biographie ou de l'autobiographie en 1950.

## Biographie
Samuel Flagg Bemis est né à Worcester, dans le Massachusetts, le 20 octobre 1891. Il obtient son bachelor's degree en 1912, à l'université Clark. Là, il est influencé par George Hubbard Blakeslee, et passe son master dans la même université l'année suivante. En 1916, il obtient son doctorat à l'université Harvard. Il enseigne d'abord au Colorado College, de 1917 à 1921. Entre 1921 et 1923, il exerce au Whitman College à Walla Walla, dans l'état de Washington. En 1923 et 1924, il est chercheur associé à la Carnegie Institution, dépendant de la Division pour la recherche historique de Washington. Bemis intègre le corps professoral de l'université George Washington en 1924, où il reste 10 ans. Il y dirige le département d'histoire en 1925.
De 1927 à 1929, il dirige la bibliothèque de la mission européenne du Congrès (Library of Congress's European Mission). Il quitte l'université George Washington en 1934, devenant d'abord maître de conférences (lecturer) à l'université Harvard pour l'année académique 1934-1935, prenant temporairement la place de James Phinney Baxter III, qui poursuit ses recherches. En 1935, il intègre l'université Yale, où il reste jusqu'à la fin de sa carrière. Il est d'abord le professeur d'histoire diplomatique de la chaire Farnham, puis devient à partir de 1945 le professeur d'histoire de la diplomatie et des relations interaméricaines (Sterling Professor of Diplomatic History and Inter-American Relations),,.
En 1958, il est élu membre de l'Académie américaine des arts et des sciences. Il prend sa retraite en 1960, et est élu président de l'American Historical Association en 1961.
Il est mort à Bridgeport, dans le Connecticut, le 26 septembre 1973, à l'âge de 81 ans.

## Recherches
Mark Gilderhus considère que Bemis est un « père fondateur » du champ de l'histoire diplomatique américaine. Son ton est nationaliste, généralement accusateur à l'encontre des puissances rivales des États-Unis, mais il sait dépasser le chauvinisme et fournir des analyses qui vont à l'encontre de l'opinion du département d'État américain. Pour l'historien, la grande réussite américaine est la politique de bon voisinage de Roosevelt. Il soutient l'alliance des pays américains, sous la direction des États-Unis, pour combattre les fascistes italiens et les nazis. Pendant la guerre froide, il considère l'Amérique latine comme un espace peu important diplomatiquement.
Bemis est réputé pour ses compétences littéraires, et ses œuvres lui valent plusieurs prix. Il accorde une importance particulière à la forme stylistique, qu'il transmet à ses étudiants. Il remporte deux prix Pulitzer. Son Jay's Treaty: A Study in Commerce and Diplomacy, publié en 1924, remporte le prix Knights of Columbus d'histoire. Il publie en 1926 Pinckney's Treaty: America's Advantage from Europe's Distress, 1783–1800, une version écrite de conférences données sur l'histoire diplomatique (dans le cadre des Albert Shaw Lectures on Diplomatic History (en)), et remporte avec cet ouvrage le prix Pulitzer d'histoire en 1927.
Il est surtout connu pour sa biographie en deux volumes de John Quincy Adams. Publiée en 1949, John Quincy Adams and the Foundations of American Foreign Policy remporte le prix Pulitzer de la biographie ou de l'autobiographie en 1950 ; sa suite, John Quincy Adams and the Union, publiée en 1956, traite de la période allant de la président de Adams à sa seconde carrière politique en tant que représentant du Massachusetts à la Chambre des représentants des États-Unis.
Sa série en 18 volumes intitulée The American Secretaries of State and Their Diplomacy a d'abord été publiée en 10 volumes, par Knopf, entre 1927 et 1929. Elle couvre alors la période allant de Robert R. Livingston à Charles Evans Hughes. Réimprimés en 1958, le succès de ces dix volumes l'incite à faire huit volumes supplémentaires, couvrant la période allant de Frank B. Kellogg à Christian Herter. Ceux-ci sont publiés en 1972. Il aussi rédigé un manuel scolaire d'histoire diplomatique publié pour la première fois en 1936, et révisé à quatre reprises.

## Publications
- Jay's Treaty: A Study in Commerce and Diplomacy (1923)
- Pinckney's Treaty: America's Advantage from Europe's Distress, 1783–1800 (1926)
- The American Secretaries of State and their Diplomacy (18 vols., 1927–1972)
- The Hussey-Cumberland Mission and American Independence (1931)
- The Diplomacy of the American Revolution (1935)
- Guide to the Diplomatic History of the United States, 1775–1921 (with Grace Gardner Griffin) (1935, réimprimé en 1951)
- A Diplomatic History of the United States (1936)
- Early Diplomatic Missions from Buenos Aires to the United States, 1811–1824 (1940)
- The Latin American Policy of the United States (1943)
- John Quincy Adams and the Foundations of American Foreign Policy (1949)<
- John Quincy Adams and the Union (1956)